# 笹本優子
笹本優子（日语：／ Sasamoto Yūko，1973年1月30日—），日本女性配音員。aptepro所屬。出身於千葉縣。身高148cm。A型血。

## 來歷
笹本優子畢業於日本播音演技研究所。
她曾隸屬於ARTSVISION、OFFICE野澤、Media Force。
她曾與ARTSVISION所屬的半場友惠、倉田雅世、高木禮子組成聲優組合，輪流在LAOX網站撰寫專欄。

## 人物
興趣：聽音樂、看電影和舞台戲劇、看棒球比賽、閱讀。

## 演出
粗體字表示主要角色。

### 電視動畫
1995年
- 淘氣小愛神（拉姆）

1996年
- 妖精狩獵者（1996年—1997年，艾爾芙、人魚艾爾芙）2系列[系列 1]
- 勇者指令達古王（女孩子、小孩）

1997年
- 橫行太保（女子、顧客、魔女學學生 等）

1998年
- 超魔神英雄傳（帕爾）
- 小豬萬萬歲（山豬女兒）
- 神化嬌嬌女 (新版)（女兒D）
- 炸彈人 彈珠人爆外傳（探戈、黑燕麥、小辣妹寶）

1999年
- 宇宙海盜大冒險（日语：宇宙海賊ミトの大冒険）（光國葵〈童年時期〉）
- 烏龍派出所（本田伊步〈初代〉）
- 霹靂酷樂貓（普莉、喵喵軍團4號、莉莉、吉野里子 等）
- The Big O
- 天使不設防！（牛奶、女學生、女孩子、學生）
- 麻煩巧克力（日语：トラブルチョコレート）（抹茶）
- 布布恰恰（1999年—2001年，藍迪·蘭德）2系列[系列 2]

2000年
- 沉默的未知（艾蓮·席夢斯）
- 學校怪談（保健室老師）
- 大嘴鳥（小咪）
- 捍衛者（磯貝綾子[8]）
- 裝甲救助部隊Restol（日语：装甲救助部隊レストル）（西恩）
- 哈姆太郎（岩田桃）
- 哆啦A夢 (大山羨代版)（小奈）
- 法布爾先生是名偵探（日语：ファーブル先生は名探偵）（吉岡權左衛門）
- 無敵炫悟空（羅恩雷）
- 闇之末裔（女服務生A）

2001年
- 百變海盜王（日语：仰天人間バトシーラー）（格雷頓／灰龍）
- 辣妹當家（杉原、小峰真希、月野霞）
- 逮捕令 SECOND SEASON（慎吾）
- 神影小偵探（2001年—2002年，御等幅天子[9]）
- 小小雪精靈（2001年—2002年，約翰、鳩、妖精、男孩子A、葛雷塔的母親）
- 神奇寶貝（小夏）

2002年
- 馭龍少年（雪野麻衣子）
- 小公主優希（嬰兒）
- 星之卡比（羅娜女王）
- 魔法咪路咪路（凱普）

2003年
- 原子小金剛 (2003年版)（拓）
- F-ZERO 法爾康傳說（日语：F-ZERO ファルコン伝説）（夢幻凱薩琳）
- 萬花筒之星（兄）
- 新超激力戰鬥車（桑德拉）
- 聖槍修女（雪德）
- 貯金大冒險（2003年—2005年，肉餅、泰特）
- 獸兵衛忍風帖 龍寶玉篇（少女）
- 出擊！救難特警隊（遙蘭）
- 廢棄公主（女孩子）
- 洛克人EXE（鬼龍院櫻子）

2004年
- 陰陽大戰記（卡桑）
- 機動戰士鋼彈SEED DESTINY（可妮兒·阿爾梅塔）
- 魁!! 天兵高校（車內廣播）
- 機獸超世紀（芳）
- 棒球大聯盟（2004年—2010年，清水薰、茂野真吾）6系列[系列 3]
- MEZZO（日语：MEZZO -メゾ-）（綾）

2005年
- 武器種族傳說（莉莉雅·地可蕾絲）
- MONSTER（頓）

2006年
- 櫻蘭高校男公關部（石蕗雛子）
- 花漾明星KIRARIN（春野冰冰、新聞子）
- 不平衡抽籤（榎本忍）
- 絲綢之路少年（日语：シルクロード少年 ユート）（春麗）
- 不可思議星球的☆雙胞胎公主（納奇）
- 魔界戰記迪斯凱亞（芙蓉）
- MÄR 魔兵傳奇（芭諾）

2007年
- 英國戀物語艾瑪 第二幕（波莉）
- 鬼太郎 (第5作)（順一）
- 古代王者 恐龍王 D-KIDS Adventure（米娜）
- 甜點兔（2007年—2009年，卡布奇諾兔、弗朗索瓦絲）3系列[系列 4]
- 向陽素描（電視聲音2）
- 悲慘世界 少女珂賽特（艾寶妮[10]）

2008年
- 花漾明星KIRARIN STAGE3（西花枝子、葦星子記者）
- 黑執事（理查）
- 麵包超人（梅隆隆）
- 旁邊的兒童 我的火腿組（日语：はたらキッズ マイハム組）（舞子）
- 世界毀滅 ～毀滅世界的六人～（薇諾）

2009年
- 四葉遊戲（松山由紀）
- 極上!! 委員長（2009年—2011年，間中真紀子、小顏咲、秋本艾莉卡）2系列[系列 5]

2012年
- 足球騎士（稻葉直美）

2013年
- 魔鬼戀人（逆卷禮人〈幼少時期〉）

2014年
- 妖怪手錶（2014年—2023年，熱血獅子、大蛇、小土龍、冷知識魔、吸血喵、轆轤首、炎狼王子、羽澤順子、今井拓海、手、吼獅子、不合理的調情、怕冷貍、少根筋小鬼、大話惡女、男孩一會兒、哎呀射手、加利王子、油膩膩、特攻魁之助 等）3系列[系列 6]

2016年
- 名偵探柯南（北見沙彌）

2018年
- 棒球大聯盟2nd（2018年—2020年，茂野薰[11]）2系列[系列 7]
- 實驗品家庭（家庭教師[12]）
- 妖怪手錶 影之章（月浪冬馬的母親、大嬸B、前山田的妻子、小土龍）

2019年
- 毛球剛次郎（日语：けだまのゴンじろー）（2019年—2020年，噗嘰郎）
- 八月的棒球甜心（倉敷舞子的母親）

2020年
- 轉生成女性向遊戲只有毀滅END的壞人大小姐（卡塔莉娜前世的母親）

2021年
- 妖怪學園Y ～與N的遭遇～（日语：妖怪学園Y 〜Nとの遭遇〜）（轆轤首、白上吹雪的母親）

### 電影動畫
- （2004年，里丘）
- 劇場版 棒球大聯盟：友情的一球（2008年，清水薰）
- 劇場版 妖怪手錶：誕生的秘密喵！（2014年，熱血獅子、攔路河豚）

### OVA
- （1991年）
- AIKa（1997年，黑黛莫）
- 創世聖紀Devadasy（日语：創世聖紀デヴァダシー）（2000年，七草芹菜）
- （2002年）
- 棒球大聯盟 -另一個結局-（2010年，清水薰）
- 棒球大聯盟 World Series篇 向著夢的瞬間（2012年，清水薰）

### 遊戲
1995年
- Slipstream（日语：スリップストリーム）（辛蒂）

1996年
- 快打方塊2X（日语：スーパーパズルファイターIIX）（春日野櫻[13]）
- 快打旋風ZERO 2（春日野櫻[14]、莎莉[14]）
- 地獄神龍 Shadow Over Mystara（日语：ダンジョンズ&ドラゴンズ シャドーオーバーミスタラ）（艾爾芙[13]）
- NOëL NOT DiGITAL（日语：NOeL）（學生）
- 美少女纏組（日语：ファイアーウーマン纏組）（佐倉美幸）

1997年
- 私立正義學園 英雄軍團（春日野櫻[15]）
- 快打旋風EX plus α（日语：ストリートファイターEX）（春日野櫻）
- TILK ～來自藍海的少女～（米奇）
- 袖珍快打（日语：ポケットファイター）（春日野櫻）
- 漫威超級英雄 VS. 快打旋風（日语：マーヴル・スーパーヒーローズ VS. ストリートファイター）（春日野櫻）
- Little Lovers（日语：Little Lovers）（久留美）

1998年
- Another Memoriels（伊芬）
- 快打旋風ZERO 3（春日野櫻[16]、莎莉[16]）
- 旅遊派對 來一場畢業旅行吧（艾莉西亞天城）
- NOëL ～La neige～（妹）
- 初吻☆物語（日语：ファーストKiss☆物語）（橘香澄）
- 神奇傳說（日语：ファーランドシリーズ）（諾拉、邪惡薩滿）
- 爆走卡車傳說 ～男一匹夢街道～（日语：爆走デコトラ伝説）（櫻木美樹）
- Little Lovers 2nd（日语：Little Lovers 2nd）

1999年
- 私立正義學園 熱血青春日記2（春日野櫻）
- 火魅子傳 ～戀解～（日语：火魅子伝 〜恋解〜）（兔奈美）
- 神奇傳說 時空道標（日语：ファーランドシリーズ）（諾拉）
- Little Lovers SHE SO GAME（日语：Little Lovers SHE SO GAME）（松浦久留美）

2000年
- CAPCOM VS. SNK 千年之戰 2000（日语：カプコン バーサス エス・エヌ・ケイ ミレニアムファイト 2000）（春日野櫻）
- 快打旋風EX3（春日野櫻）
- 漫威 vs. 卡普空 2 英雄們的新世紀（日语：MARVEL VS. CAPCOM 2 NEW AGE OF HEROES）（春日野櫻）
- 瑪利歐藝術家 天才工作室（日语：マリオアーティストシリーズ）（TALENT VOICES〈♀藝人的聲音〉）

2001年
- CAPCOM VS. SNK 千年之戰 2000 PRO（春日野櫻）
- CAPCOM VS. SNK 2 百萬格鬥 2001（日语：CAPCOM VS. SNK 2 MILLIONAIRE FIGHTING 2001）（春日野櫻）
- 快打旋風ZERO 3↑（春日野櫻）
- 仙界通錄正史 ～來自電視動畫仙界傳封神演義～（王天君）

2003年
- 白中探險社（日语：白中探険部）（益屋希）
- 魔界戰記迪斯凱亞（芙蓉）

2004年
- CAPCOM FIGHTING Jam（日语：CAPCOM FIGHTING Jam）（春日野櫻[17]）
- 貯金大冒險Great 時空的冒險者（日语：コロッケ!Great 時空の冒険者）（泰特）
- 貯金大冒險 解除金幣王的危機（日语：コロッケ! バン王の危機を救え）（肉餅、泰特、來姆的母親）
- ZOIDS VS.III（日语：ZOIDS VS.シリーズ）（阿爾瑪、芬）
- 通靈戰士（日语：ファントム·ブレイブ）（芙蓉）

2005年
- 武器種族傳說 -翠風之劍-（莉莉雅·地可蕾絲）
- 貯金大冒險DS 天空的勇者們（日语：コロッケ!DS 天空の勇者たち）（泰特）
- NAMCO x CAPCOM（春日野櫻、芙芭）
- 幽靈王國（日语：ファントム・キングダム）（芙蓉）

2006年
- 快打旋風ZERO 3↑↑（春日野櫻）
- 魔界戰記2（芙蓉、賽莉昂）
- Muv-Luv 全年齢版（白銀武〈小時候〉）

2007年
- 不平衡抽籤 會長拜託了Fight☆（日语：くじびきアンバランス 会長お願いすま〜っしゅファイト☆）（榎本忍）
- 純真傳奇（伊莉雅·亞妮彌）

2008年
- 魔界戰記迪斯凱亞3（日语：魔界戦記ディスガイア3）（芙蓉）
- 普利尼 ～我當主角行嗎？～（日语：プリニー 〜オレが主人公でイイんスか?〜）（芙蓉、淺蔥（日语：アサギ）人形[注 1]）

2009年
- 魔界戰記 無限（日语：ディスガイア インフィニット）（芙蓉）
- 世界傳奇 閃耀神話2（日语：テイルズ オブ ザ ワールド レディアント マイソロジー2）（伊莉雅·亞妮彌）
- 決鬥傳奇（日语：テイルズ オブ バーサス）（伊莉雅·亞妮彌）
- 三重宇宙（日语：トリニティ・ユニバース）（芙蓉）

2010年
- 普里尼2 ～特攻遊戲！破曉的內褲大作戰!!～（日语：プリニー2 〜特攻遊戯! 暁のパンツ大作戦ッス!!～）（芙蓉）

2011年
- 時空幻境 世界傳奇 閃耀神話3（日语：テイルズ オブ ザ ワールド レディアント マイソロジー3）（伊莉雅·亞妮彌）
- 魔界戰記迪斯凱亞4（芙蓉）

2012年
- 純真傳奇R（伊莉雅·亞妮彌）

2013年
- 魔界戰記D2（日语：ディスガイア D2）（芙蓉）
- 妖怪手錶（大蛇、怕冷貍、加利王子、奧比·阿卡比〈阿卡比〉 等）

2014年
- 妖怪手錶2 元祖／本家／真打（熱血獅子、吸血喵、轆轤首、冷知識魔、桃泰 等）

2015年
- 妖怪手錶剋星 赤貓團／白犬隊（日语：妖怪ウォッチバスターズ 赤猫団/白犬隊）（大蛇、影大蛇、光大蛇、小土龍 等）
- 妖怪手錶 噗尼噗尼（日语：妖怪ウォッチ ぷにぷに）

2016年
- 菲莉絲的鍊金工房 ～不可思議之旅的鍊金術士～（日语：フィリスのアトリエ 〜不思議な旅の錬金術士〜）（南娜·特蓮玫兒[18]）
- 妖怪三國志（日语：妖怪三国志）（大蛇周瑜、熱血獅子張飛、小土龍劉禪、冷知識魔孔子 等）
- 妖怪手錶3 壽司／天婦羅／壽喜燒（冷知識魔、哎呀射、蚱蜢、破殼怪、大字報子、靜電鬼、手、男孩一會兒、藏紙大士、不合理的調情、油膩膩、三凱利、大山可南子、羽澤順子 等）

妖怪手錶3 
2017年
- 妖怪手錶剋星2 祕寶傳說班峇拉雅 寶劍版／手槍版（日语：妖怪ウォッチバスターズ2 秘宝伝説バンバラヤー ソード/マグナム）（德川舞三、 等）

2018年
- 妖怪三國志 竊國戰爭
- 鏡光傳奇（日语：テイルズ オブ ザ レイズ）（伊莉雅·亞妮彌[19]）
- 魔界大戰（芙蓉）

2019年
- 妖怪手錶4 我們仰望著同一片天空／4++（大蛇、影大蛇、光大蛇、熱血獅子、小土龍、黃金喵）
- 妖怪手錶1 for Nintendo Switch（今田干治的母親、大蛇、影大蛇、怕冷貍、加利王子、炎狼王子、熱血獅子 等）
- 怪物彈珠（大蛇）
- 魔界戰記迪斯凱亞RPG（芙蓉[20]）

2021年
- 魔界戰記迪斯凱亞6（芙蓉[21]）
- 妖怪手錶1 手機版（今田干治的母親、大蛇、影大蛇、怕冷貍、加利王子 等）

### 廣播劇CD
- 沉默的未知（艾蓮·席夢斯）
- 非常偶像Key RADIO PROGRAM #1「朋友」（女學生A）
- 閃靈二人組（佐伯護）
- 最遊記RELOAD EVEN A WORM Vol.5（妖怪妹）
- 大聲叫出來！（日语：叫んでやるぜ!#ドラマCD）
- 私立正義學園 廣播劇專輯 ～被狙擊的太陽學園 熱血死鬥篇～（春日野櫻）
- 快打旋風ZERO 3 廣播劇專輯（春日野櫻）
- 世界一初戀 ～高野×律篇～（佐伯）
- SOUL EATER 噬魂者（布蕾亞）
- 純真傳奇Vol.1、2（伊莉雅·亞妮彌）
- 流行之神 廣播劇CD「詛咒的都市傳說」
- 通靈戰士（日语：ファントム・ブレイブ） 原聲廣播劇（芙蓉）
- 魔界戰記迪斯凱亞 廣播劇CD（芙蓉）
- 魔神英雄傳外傳 CD劇場1 純純火美子 第一卷—第四卷（日语：魔神英雄伝ワタル (ラジオ)#CDシネマ 魔神英雄伝ワタル外伝 ピュアピュアヒミコ）（塔波、瑪波）

### 外語配音

#### 電影
- 鬼馬小精靈（英语：Casper (film)）（1998年）※日本電視台版。

#### 電視影集
- 左右做人難（2009年，辛西婭）

#### 動畫
- 長襪子皮皮（英语：Pippi Longstocking (1997 film)）（1997年，皮皮）
- 無敵炫悟空（1999年，朗萊）

### 廣播劇
- 魔神英雄傳外傳 純純火美子（日语：魔神英雄伝ワタル (ラジオ)#魔神英雄伝ワタル外伝 ピュアピュアヒミコ）（塔波）

### 電視節目
- 隧道二人組的現場狂流!!（日语：とんねるずの生でダラダラいかせて!!）（露面演出）

### 教材
- 想像學園（日语：イマジン学園）（黛西）
- 小小戰士偵探遊戲（咪咪）

### 廣告
- 長野勞動金庫（日语：長野県労働金庫）

## 音樂作品

### 角色歌曲
| 發行日期 | 商品名稱 | 歌                                                                               | 樂曲              | 備註                            |
| 1998年   | 1998年 | 1998年                                                                           | 1998年            | 1998年                          |
| -------- | --- | -------------------------------------------------------------------------------- | ----------------- | ------------------------------- |
| 6月21日  | 今日は何をしようかしら | 皮皮（本優子）                                                                   | 「」 「」         | 電視動畫《長襪子皮皮》主題歌    |
| 8月21日  | 長襪子皮皮 聲樂&音樂 | 皮皮（本優子）                                                                   | 「」 「」 「」    | 電視動畫《長襪子皮皮》主題歌    |
| 11月21日 | | LITTLE WINGS                                                                     | 「」 「」         | PC遊戲《Little Lovers》相關歌曲 |
| 1999年   | |                                                                                  |                   |                                 |
| 1月17日  | 初吻☆物語 形象歌曲book | 橘香澄（本優子）                                                                 | 「」              | PC遊戲《初吻☆物語》相關歌曲     |
| 3月20日  | Little Lovers SHE SO GAME Little Love Letters 4th MAIL 綠丘高校                                                                                    | 松浦久留美（本優子）                                                             | 「」 「JUMP」     | PC遊戲《Little Lovers》相關歌曲 |
| 2000年   | |                                                                                  |                   |                                 |
| 2月23日  | D.J. 浩宣·影山 PRESENTS 麻煩巧克力 HOI HOI HAPPY！                                                                                                 | 抹茶（本優子）、小豆（綱掛裕美）                                                 | 「」              | 電視動畫《麻煩巧克力》相關歌曲  |
| 4月12日  | 麻煩巧克力 4th專輯 | 抹茶（本優子）、小豆（綱掛裕美）                                                 | 「naked fortune」 | 電視動畫《麻煩巧克力》相關歌曲  |
| 5月17日  | 麻煩巧克力 精選專輯 | 抹茶（本優子）、小豆（綱掛裕美）                                                 | 「用魔法的微笑」  | 電視動畫《麻煩巧克力》相關歌曲  |
| 9月20日  | 捍衛者 電視聲樂專輯 捍衛者SPIRITS | 影山零士（關智一）、高梨聰子（石毛佐和）、磯貝綾子（笹本優子）、岡森康惠（島涼香） | 「」              | 電視動畫《捍衛者》相關歌曲      |
| 9月20日  | | 藍迪·蘭德（笹本優子）、恰恰（長島雄一）                                            | 「」 「」         | 電視動畫《布布恰恰》相關歌曲    |
| 9月20日  | 藍迪·蘭德（笹本優子）、康妮·蘭德（田中敦子）、福雷斯特·蘭德（鈴木琢磨）、凱薩琳·蘭德（高田由美）、瑪麗（川田妙子）、尼克（西村朋紘）、泰利（口候一） | 「」                                                                             |                   | 電視動畫《布布恰恰》相關歌曲    |

### 未音源化樂曲
| 年份   | 歌                 | 樂曲 | 備註                                  |
| ------ | ------------------ | ---- | ------------------------------------- |
| 1996年 | 春日野櫻（本優子） | 「」 | 家用遊戲軟體《超級快打方塊IIX》主題歌 |

## 腳註

## 外部連結
- 笹本優子｜aptepro （日語）
- （日語）—{笹}-本優子的官方個人部落格。
- 笹本優子的X（前Twitter） （日語）
- 笹本優子的Instagram帳戶 （日語）